# North Shields
Pour les articles homonymes, voir Shields.
North Shields est une ville sur la rive nord de la rivière Tyne, dans l'arrondissement  du North Tyneside (comté de Tyne and Wear) dans le nord-est de d'Angleterre située au nord à 13 km de Newcastle upon Tyne. La ville de North Shields compte 10 652 habitants.

## Gouvernance
Depuis avril 1974, North Shields fait partie de l'arrondissement métropolitain de North Tyneside, après avoir fait partie de l'arrondissement du comté de Tynemouth, qui était basé à l'hôtel de ville de Tynemouth, dans Howard Street, à North Shields. Certaines parties de la ville se trouvent dans les circonscriptions parlementaires de Tynemouth et de North Tyneside.
Le tribunal du comté de North Shields et le tribunal de première instance de North Tyneside se trouvent également dans la ville.  Le tribunal de comté abrite le bureau des tribunaux du travail.

### Naissance à North Shields
- Hilton Valentine (1943-2021), guitariste du groupe The Animals ;
- Tony Scott (1944-2012), réalisateur de Top Gun, True Romance, USS Alabama ;
- Neil Tennant (1954- ), chanteur des Pet Shop Boys ;
- Steve Watson (1974- ), footballeur ;
- Michael Bridges (1978- ), footballeur ;
- Sam Fender (1994- ), musicien rock.